# Physetocarididae
Physetocarididae é uma família de crustáceos decápodes da infraordem Caridea (camarões), que contém apenas o género monotípico Physetocaris e forma a superfamília monotípica Physetocaridoidea. O género Physetocaris contém apenas uma espécie validamente descrita, a espécie Physetocaris microphthalma.

## Descrição
A espécie Physetocaris microphthalma está colocada nas suas próprias família (Physetocarididae) e superfamília (Physetocaridoidea). O género e espécie foram descrito em 1940 por Fenner A. Chace, Jr.
Os adultos não têm olhos e estão desprovidos do último segmento do primeiro pereiópode, o qual em consequência não consegue produzir uma quela (pinça). Apresentam brânquias e maxilípedes reduzidos, sem exópodes nos pereiópodes. A carapaça é alargada, formando um rostrum alto.
P. microphthalma é raro, com apenas 35 espécimes conhecidos recenseados por uma revisão realizada em 1985.
Apesar de pouco conhecida, a distribuição natural de Physetocaris aparenta ser alargada. Para além de espécimes recolhidos nas partes leste e oeste do Oceano Atlântico, foi tembém capturado no sul do Oceano Pacífico.

## Refrências
1. 1 2  Sammy De Grave, N. Dean Pentcheff, Shane T. Ahyong;  et al. (2009). «A classification of living and fossil genera of decapod crustaceans» (PDF). Raffles Bulletin of Zoology. Suppl. 21: 1–109
2. 1 2 3 4  Raymond T. Bauer (2004). «Physetocarididae». Remarkable Shrimps: Adaptations and Natural History of the Carideans. Col: Animal natural history series. 7. [S.l.]: University of Oklahoma Press. pp. 65–66. ISBN 978-0-8061-3555-7
3. ↑  P. Foxton & P. J. Herring (1970). «Recent records of Physetocaris microphthalma Chace with notes on the male and description of the early larvae (Decapoda, Caridea)». Crustaceana. 18 (1): 93–104. JSTOR 20101663. doi:10.1163/156854070x00103
4. ↑  Isabella Gordon (1970). «Two early "Discovery" records of Physetocaris Chace (Decapoda, Caridea)». Crustaceana. 18 (1): 105–107. JSTOR 20101664. doi:10.1163/156854070x00112
5. ↑  Robert A. Wasmer (1985). «New records for Physetocaris microphthalma Chace (Decapoda, Caridea, Physetocarididae) from the South Pacific». Crustaceana. 49 (1): 315–318. JSTOR 20104111. doi:10.1163/156854085X00648